# AKSE Bersatu

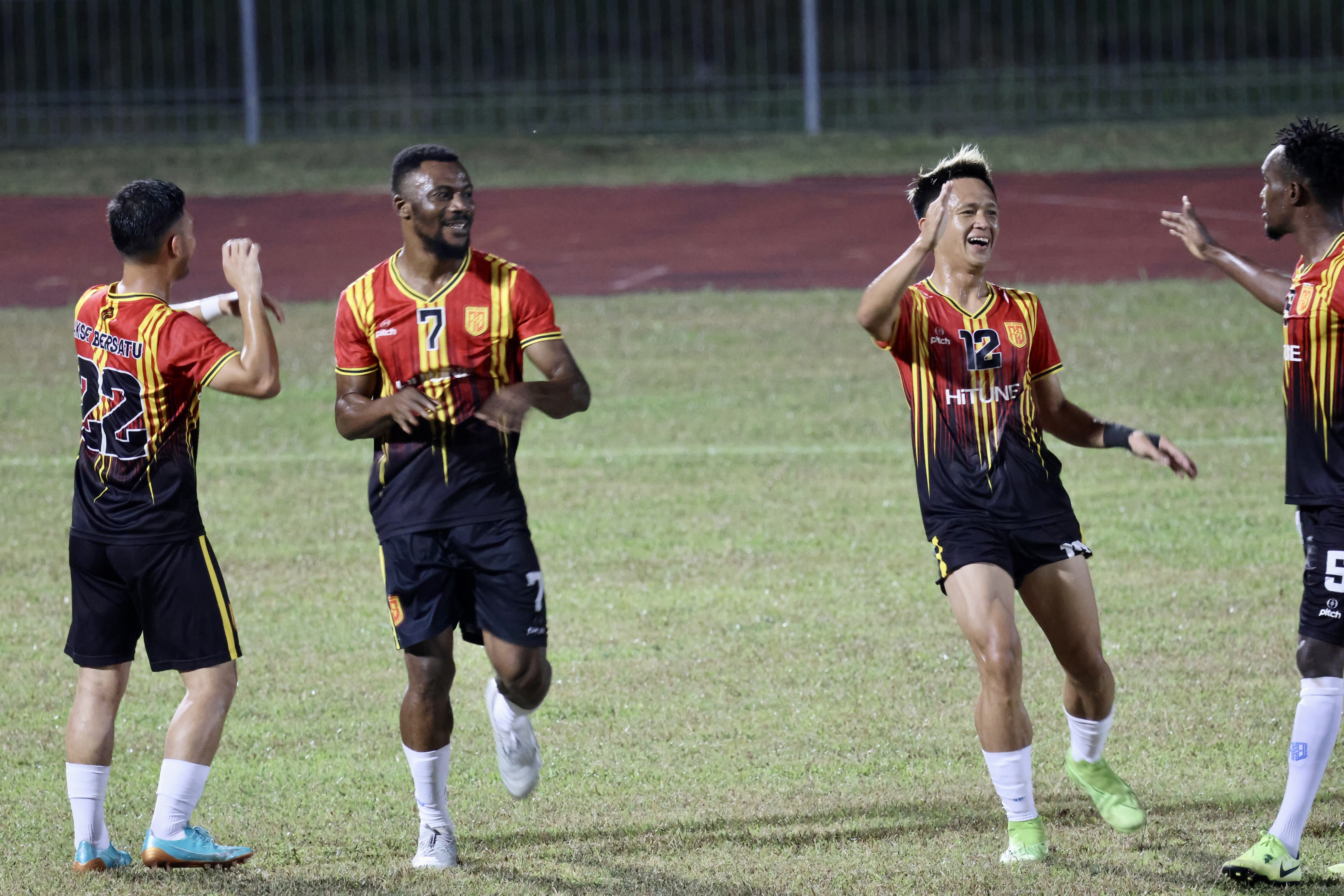
Spiel zwischen AKSE Berasatu und dem Jerudong FC in der Brunei Super League 2023

Der Angkatan Kampong Setia Bersatu Football Club, allgemein bekannt als AKSE Bersatu, ist ein bruneiischer Fußballverein aus Bandar Seri Begawan. Aktuell spielt der Verein in der ersten Liga, der Brunei Super League.

## Geschichte
Der Verein wurde 2012 aus einer Fusion von AKSE und Setia Bersatu gegründet.

## Erfolge
- Brunei-Muara District League: 2022

## Stadion
Seine Heimspiele trägt der Verein in der Berakas Sports Complex in Bandar Seri Begawan aus. Die Sportstätte hat ein Fassungsvermögen von 2500 Personen.